# Andrieu d’Humières

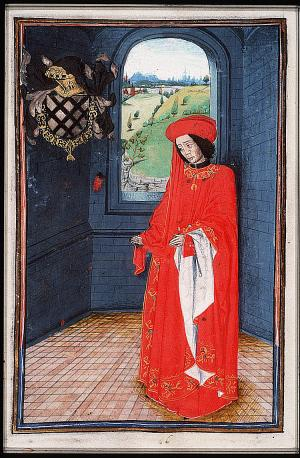
Andrieu im Wappenbuch des Ordens vom Goldenen Vlies, Den Haag, KB, 76 E 10, fol. 61v

Andrieu d’Humières (Dreu, Drieu, † 21. November 1458 im Hennegau) war ein Militär im Dienst des Herzogs von Burgund. Er wurde 1445 in den Orden vom Goldenen Vlies aufgenommen.

## Leben
Andrieu d’Humières war der älteste Sohn von Dreu d’Humières und Isabelle de Willerval. Er war Seigneur d’Humières, de Bugnicourt et de Bouzincourt.
1428 ist er noch als Knappe bezeugt, 1429 bereits als Leutnant in Meaux und Gouverneur von Melun. 1430 wurde er bei der Belagerung von Compiègne zum Ritter geschlagen. Im Jahre 1432 erfolgte seine Gefangennahme durch die Garnison von Creil zusammen mit Jean Bâtard de Saint-Pol; gegen Zahlung eines hohen Lösegeldes ließ man ihn dann wieder frei.
1436 nahm er an der Belagerung von Calais teil, 1438 kommandierte er eine Einheit bei der Eroberung der Stadt Luxemburg. Im gleichen Jahr trat er das Erbe von Jeanne d’Espagny, Herrin von Le Quesnoy an.
1445 nahm man ihn in den Orden vom Goldenen Vlies auf. Seine letzten militärischen Einsätze hatte er wohl am 15. April 1452 gegen die rebellierenden Bürger von Gent sowie später im gleichen Jahr in der Leibwache des Herzogs von Burgund in der Schlacht von Rupelmonde.

## Familie
Andrieu d’Humières heiratete Jenne de Nédonchel, Erbtochter von Gilles IV., Seigneur de Nédonchel, und Marie de La Clyte dite de Comines († nach 1462). Ihre Kinder waren:
- Jean; 1458 Kanoniker in Lüttich, 1483 bezeugt
- Philippe II., 1462–1500 bezeugt, Seigneur d’Humiéres etc.; ⚭ 1460 Blanche de Falvy, Dame de Ribécourt et de Lassigny (en partie)
- Dreu, 1463–1495 bezeugt, Seigneur de Becquincourt
- Jeanne; ⚭ Enguerrand de Créquy, Seigneur de Vaubercourt, † vor 1480

Andrieu d’Humières starb am 21. November 1458 im Hennegau und wurde in Humières bestattet.